# Hyenas Only Laugh for Fun
Hyenas Only Laugh for Fun ist das dritte Soloalbum von Roger Chapman. Es erschien im Dezember 1981 in Deutschland unter dem Label Line Records und wird dem Genre des Bluesrock zugerechnet. Das Album wurde, anders als seine Vorgänger, unter dem Künstlernamen „Roger Chapman & The Shortlist“ veröffentlicht. Während Chapman bei seinen letzten Alben überwiegend für die Kompositionen verantwortlich war, erarbeitete er bei diesem Projekt sieben von elf Songs mit Musikern seiner Begleitband. Für Chapman hat sein drittes Werk eine besondere Bedeutung, da er mit dem Deutschen Musikpreis als „Bester Sänger und Künstler des Jahres“ ausgezeichnet und Hyenas Only Laugh for Fun zum Rockalbum des Jahres gekürt wurde.

## Cover
Der Albumtitel Hyenas Only Laugh for Fun hat einen realen Bezug zu Chapmans Gesangsstil, da seine unverwechselbare Stimme von einigen Kritikern mit dem Lachen einer Hyäne verglichen wurde. Das Design des Plattencovers stammt von Jill Mumford und ist, wie bereits die zu dieser Zeit letzte Veröffentlichung Mail Order Magic, im Comic-Stil gehalten. Es zeigt Chapman singend vor einer Art Glücksrad („Fun-Wheel“), das mit Tieren und deren Lauten versehen ist. Im Bild ist der Moment des Glücksrads festgehalten, der eine Frau mit Hasenohren zeigt, die aus einem Zylinderhut steigt und eine lachende Hyäne an den Ohren hält – „Huh! Huh! Haha“. Alle anderen Wildtiere auf dem Cover stoßen dagegen ihre typischen tierischen Laute aus („Grr, Chat, Purr“). Im Hintergrund sind zwei mit Schlangenhaut überzogene Limousinen aus den 60er Jahren zu sehen. In einer sitzt eine Frau und im zweiten Wagen ist nur silhouettenhaft ein Mann zu erkennen.

## Musikstil
Die Musik ist, wie bereits bei seinem Vorgängeralbum, mit starken Rockeinflüssen und weniger stilistisch abwechslungsreich gehalten als sein Erstlingswerk Chappo (1979). Der Opener Prisoner ist mit 104 BPM ein im Midtempo gehaltener Bluesrock-Song. Der Text beinhaltet Paradoxien des Alltags, die den Protagonisten zu einem Gefangenen („Prisoner“) machen, weil es für ihn kein Entrinnen gibt. Chapmans Lyrik kann verschieden interpretiert werden, da sie mehrdeutig ist.
Got me a mynah, but it can’t talk,
(Ich) habe einen Beo, aber er kann nicht sprechen 
I got a wolfhound, but it don’t walk, 
ich habe einen Wolfshund, aber er läuft nicht
Climb me a mountain, I can’t see down, 
besteige ich einen Berg, kann ich nicht heruntersehen
Turn me a corner, I can’t see round, 
gehe ich um die Ecke, kann ich nicht herum sehen
Wearing shackles - ball and chain, 
trage Fesseln – (als) Eisenkugel und Kette
Working suit - faded grey, 
Der Arbeitsanzug – verblasste
Soleless boots - very plain, 
einfache sohlenlose Stiefel
Gathering darkness - day by day, 
zunehmende Dunkelheit – Tag für Tag
Want a number - please refer, 
eine Nummer wird gewünscht – bitte beachte
Prisoner - prisoner, 
Gefangener – Gefangener,
Want a number - call return, Prisoner
eine Nummer wird gewünscht – (es) ruf(t) zurück, Gefangener
– Roger Chapman, Prisoner, 1981
Prisoner gehört bis heute bei Livekonzerten zu Chapmans meistgespielten Songs.
Der titelgebende Song Hyenas Only Laugh for Fun war die erste Singleauskopplung des Albums. Es ist vom Beat her das langsamste Stück auf dem Longplayer und überwiegend in c- und g-Moll gehalten. Der Text besteht aus ironischen Anspielungen, die Tieren als Charaktermerkmale zugeschrieben werden. Whitehorn nutzte für sein Gitarrensolo eine Talk-Box. Der Song Killing Time wird durch das starke Saxophonspiel Pentelows geprägt und enthält einige Harmonien, die dem Prog-Rock zuzuordnen sind. Textlich befasst sich der Song mit einem Menschen, der in schwierigen Zeiten zu überleben versucht, indem er sich auf den Weg macht, um nach Arbeit zu suchen. Ein Thema, das Chapmans eigenes Leben prägte. Bevor er Profimusiker wurde, hielt er sich mit verschiedenen Hilfsjobs über Wasser. Im Interview mit Tommy Millhome im Jahr 2007 bekannte der Sänger zudem, dass seine Songs irgendwie immer und oft kryptisch von seinem Leben und Erlebnissen handeln. Wants Nothing Chained ist ein ruhiger Pop-Song, der von einer Frau handelt, die ihre sexuelle Befriedigung mit Männern sucht, die nicht gebunden sind.
The Long Goodbye ist textlich und musikalisch eine tanzbare Ballade. Der sechste Titel, Blood and Sand, hat einen kräftigen, schnellen Beat, das E-Piano, die Slide-Gitarre sowie Whitehorns Talking-Box bestimmen den Sound. Chapmans Lyric hinterfragt in diesem Song Gewalt und andere Zwänge, die in vielen Lebenssituationen von anderen als notwendig erachtet werden, um ihre Ziele durchzusetzen, die jedoch von den Betroffenen selbst nicht gewollt sind.
Der siebte Titel, Common Touch, hat starke Funk-Elemente und mündet in das Instrumentalstück Goodbye Reprise. Hearts on the Floor ist die zweite Singleauskopplung des Albums. Es ist ein melodiös-rockiger Song, der von Chapmans oft thematisierten Outsider handelt. Ein vom Leben gezeichneter, einsamer, verängstigter Mensch (Kämpfe, Kartenspiele, Frauen, die ihn enttäuschten u. Ä.) rutscht bei jeder neuen Herausforderung das Herz vor Furcht immer wieder in die Hose („Hearts on the Floor“). Der vorletzte Song, Step up Take a Bow, ist der härteste Rocktitel des Albums mit einer treibenden E-Gitarre und einem klassischen Gitarrensolo. Das Album fadet mit dem letzten Titel, Juke Box Mama, ein und wieder aus. Dieses kurze Musikstück von 1:22 Minuten ist im 3/4-Takt gehalten und enthält backwards eingespielte Instrumente, die im Prog-Rock üblich sind.

## Entstehungsgeschichte
Das Album Hyenas Only Laugh for Fun wurde nach Chapmans Auftritt im Rockpalast am 18. Oktober 1981 im Dezember des gleichen Jahres veröffentlicht. Das Konzert wurde europaweit in 14 Länder zeitgleich in Radio und Fernsehen live übertragen und erreichte 25 Millionen Zuschauer, was Chapman europaweit bekannt machte und ihm endgültig zum Durchbruch verhalf. Den Rückenwind des Auftritts nutzte Chapman. Vorab wurden die Singles Hyenas Only Laugh For Fun und im September 1981 Hearts On The Floor veröffentlicht. Bei seinem Auftritt in der 9. Rockpalastnacht mit „The Shortlist“ wurden bereits die Songs Killing Time, Prisoner, Hyenas Only Laugh for Fun und Blood and Sand des Albums vorgestellt. Sein Freund und ehemaliger Bandkollege John Wetton unterstützte die Produktion des Albums mit einigen Bass-Parts, obwohl er in dieser Zeit mit der Gründung der Supergroup ASIA in London beschäftigt war. Die Produktion und Abmischung übernahmen wieder, wie bei Mail Order Magic, Paul Smykle und Terry Barham.

## Titelliste
1. Prisoner (Chapman, Whitehorn, Hinkley) – 5:38
2. Hyenas Only Laugh for Fun (Chapman, Whitehorn, Rimson, Hinkley) – 3:10
3. Killing Time  (Chapman, Whitehorn) – 5:35
4. Wants Nothing Chained (Chapman, Whitehorn) – 3:00
5. The Long Goodbye (Chapman) – 4:39
6. Blood and Sand (Chapman, Chapman–Whitehorn) – 4:55
7. Common Touch (Chapman) – 5:10
8. Goodbye Reprise (Chapman) – 1:10
9. Hearts on the Floor (Chapman) – 4:30
10. Step up Take a Bow (Whitehorn, Chapman) – 3:30
11. Juke Box Mama (Chapman, Seals) – 1:22

## Veröffentlichungen und Charterfolge
Das Album wurde 1981 zunächst nur in Deutschland und den Niederlanden veröffentlicht, ein Jahr später in Norwegen, und erst 1992 war dieser Longplayer ohne Importzölle europaweit verfügbar. Das Album erreichte seine Fans, konnte sich jedoch nicht in den Top-100-Charts platzieren. Das Album wurde nochmals 1999 in Großbritannien veröffentlicht, da Chapman in seinem Heimatland als Solo-Musiker bisher nicht Fuß fassen konnte. In Deutschland hatte er seinen größten und beständigsten Fankreis und verlegte seinen Wohnsitz für die nächsten 20 Jahre dorthin.

## Rezeption
Die Kritiken fielen bei seinen Fans gemischt bis überwiegend positiv aus. Auf Allmusic gab es bei den User-Ratings vier von fünf Sternen. Auf Discogs wurden ebenfalls vier von fünf möglichen Punkten erreicht und auf der Plattform Musik-Sammler vergaben die User durchschnittlich 7,31 Punkte von 10.